# نومازو، شیزوئوکا
نومازو در استان شیزوئوکا در کشور ژاپن واقع شده‌است که دارای جمعیت ۲۰۶٬۸۱۸ نفر و مساحت ۱۸۷٫۱۱ کیلومتر مربع با تراکم جمعیت ۱٬۱۰۵ نفر در کیلومترمربع است و در تاریخ ۱ ژوئیه ۱۹۲۳ به عنوان شهر شناخته شد.